# Philipp Eckebrecht
Philipp Eckebrecht (* 11. Februar 1594 in Nürnberg; † 5. März 1667 in Nürnberg) war ein deutscher Kaufmann und Amateurastronom.

## Leben
Philipp Eckebrecht wurde am 11. Februar 1594 also Sohn seiner Eltern Augustin und Barbara Eckebrecht in Nürnberg geboren. Am 26. Oktober 1614 heiratete er in St. Sebald seine Frau Magaretha. Aus dieser Ehe gingen ein Sohn und eine Tochter hervor.

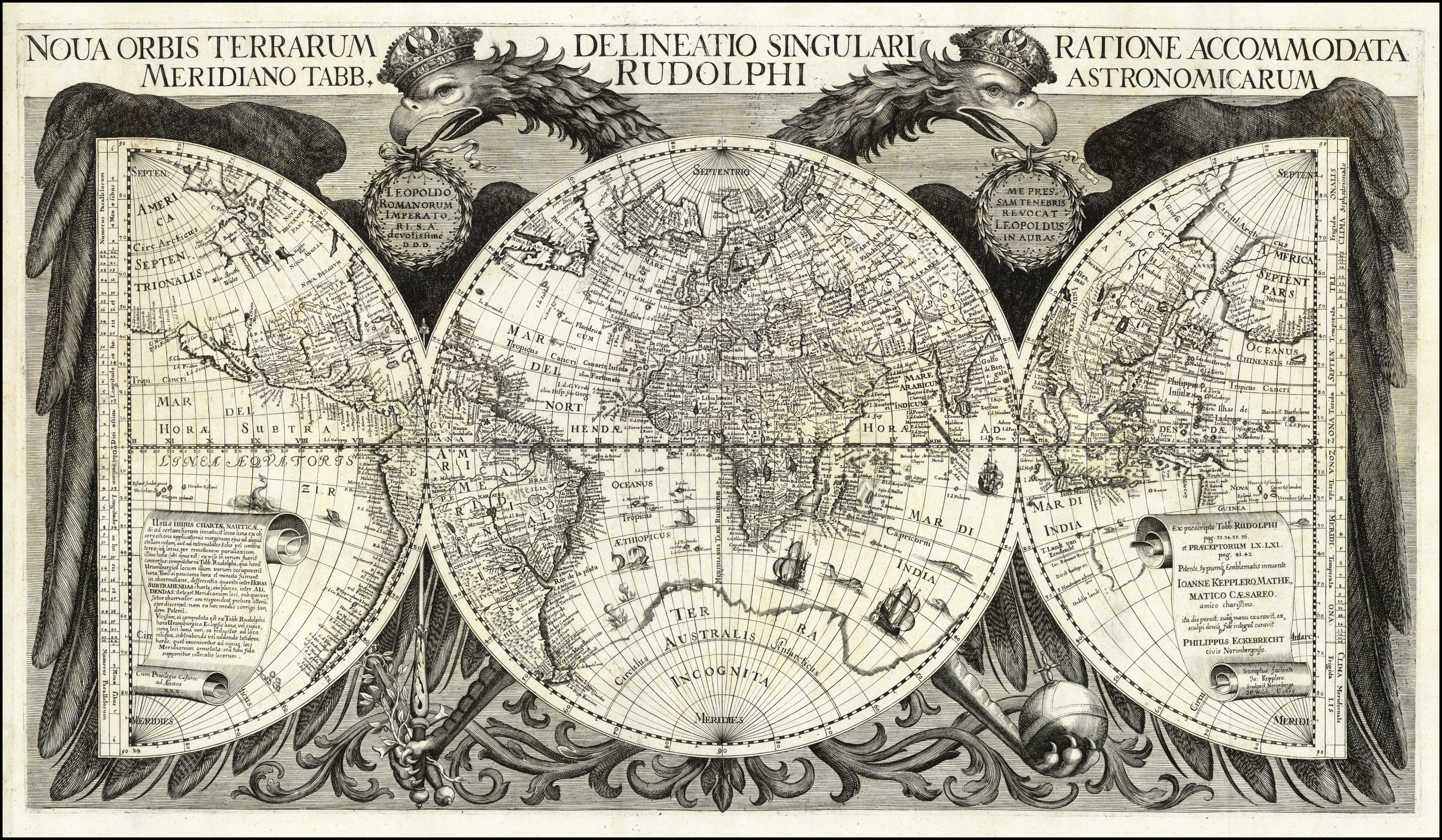
Die Weltkarte zu den rudolphinischen Tafeln

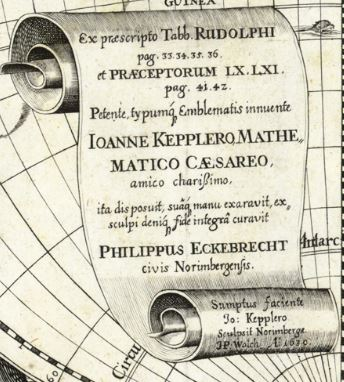
Spruchband auf der Karte

Eckebrecht interessierte sich neben seinem Kaufmannsberuf für Mathematik und Astronomie und brachte es darin soweit, dass der Gelehrte Abdias Trew berichtete, er habe in einem Gespräch mit Eckebrecht mehr gelernt, als er sich selbst nach glänzendster Empfehlung des Mannes erwartet habe. Er soll auch Berechnungen zum Kometen von 1618 angestellt haben, allerdings ging das in Berlin eingelagerte Manuskript im Krieg verloren.
Der Ruhm Eckebrechts beruht auf der Erstellung einer Weltkarte in Zusammenarbeit mit Johannes Kepler. Dieser machte 1625 im Rahmen der Finanzierung des Drucks der von ihm fertiggestellten rudolphinischen Tafeln eine Reise nach Nürnberg und wurde dort von Eckebrecht beherbergt. Zwischen ihnen kam es zu einer Zusammenarbeit über eine Weltkarte, die Kepler dem Tafelwerk anfügen wollte. 1630 weilte Kepler erneut in Nürnberg zu letzten Besprechungen über die Karte, die dann auf Basis der Zeichnungen und Organisation Eckebrechts von Johann Walch gestochen wurde, aber erst Jahre später 1658 erschien.
Im lateinischen Spruchband unten rechts auf der Karte heißt es in deutscher Übersetzung:
Auf Grund der Vorschrift in den Rudolphinischen Tafeln, pag. 33.34.35.36. und der Praecepta Nr. 60 und 61, pag. 41 und 42, auf Verlangen des kaiserlichen Mathematikers Johannes Kepler, meines sehr lieben Freundes, von dem auch die Anregung zur Figur des Emblems stammt, hat Philipp Eckebrecht, Bürger von Nürnberg, diesen Entwurf gemacht und mit eigener Hand gezeichnet, schließlich als Bevollmächtigter stechen lassen.
Darunter findet sich: Auf Kosten von Joh. Kepler gestochen in Nürnberg von J. P. Walch im Jahr 1630.
Diese Karte wird heute noch in vielen Lehrwerken zur Kartographie als Karte von Eckebrecht erwähnt.
Auch in den nachfolgenden Jahren ging Eckebrecht seinen astronomischen Neigungen nach, er verstarb am 5. März 1667.